# Burzenin
Burzenin – wieś w Polsce położona w województwie łódzkim, w powiecie sieradzkim, w gminie Burzenin.
Siedziba gminy Burzenin. Dawniej miasto – uzyskał lokację miejską przed 1378 rokiem, zdegradowany w 1870 roku. Prywatne miasto szlacheckie położone było w drugiej połowie XVI wieku w powiecie sieradzkim województwa sieradzkiego. Do II rozbioru Polski w granicach województwa sieradzkiego. W 1827 roku jako miasto prywatne Królestwa Kongresowego, położone było w powiecie sieradzkim, obwodzie sieradzkim województwa kaliskiego.
Do 1953 roku siedziba gminy Majaczewice, przemianowanej wówczas na gminę Burzenin. W latach 1954–1972 wieś należała i była siedzibą władz gromady Burzenin. W latach 1975–1998 miejscowość należała administracyjnie do województwa sieradzkiego.
Duża wieś letniskowa o charakterze miasteczka, położona nad Wartą, na skraju Parku Krajobrazowego Międzyrzecza Warty i Widawki, w odległości 17 km na pd.-wsch. od Sieradza.

## Historia
Pierwsza wzmianka źródłowa z 1344 roku dotyczy targów i komory celnej. Wynika z niej, że już wówczas istniało tu miasto, a co najmniej osada targowa. Otóż wtedy to król Kazimierz III Wielki w Burzeninie zwolnił mieszczan z Brzeźnicy od opłat mostowych i targowych. Za datę lokacji przyjmuje się rok 1378, gdy Ludwik Węgierski na prośbę Spytka z Burzenina, stolnika sieradzkiego, zwolnił mieszkańców na 5 lat z podatków. W 1419 roku Władysław Jagiełło odnowił prawa miejskie Burzenina. Pozwolił w tym dokumencie na jeden jarmark w roku i cotygodniowe targi, odbywające się w każdą środę. W poł. XVI w. mieszkało tu 15 rzemieślników. Położony przy szlaku solnym, aż do XVI w. czerpał Burzenin zyski z tranzytu handlu solą. Nie rozwinął się jednak nigdy w znaczący ośrodek miejski. Pod koniec XVIII w. mieszkało tu 144 mieszkańców w 45 domach. Liczne epidemie i tragiczny dla Polski wiek XIX przyczyniły się do odebrania Burzeninowi praw miejskich w 1870 roku. W okresie II wojny światowej mieszkańcy wsi zostali wysiedleni ze względu na zorganizowany tu poligon niemieckich wojsk pancernych.
Trwającą od 1939 roku okupację niemiecką przerwała w roku 1945 ofensywa Armii Czerwonej. Po walkach z oddziałami niemieckimi miasto zdobył 10 Gwardyjski Korpus Pancerny z 4 Gwardyjskiej Armii Pancernej należącej do 1 Frontu Ukraińskiego.

## Zabytki
- Murowany kościół pw. św. Wojciecha i św. Stanisława w Burzeninie, fundowany w 1642 roku przez Stanisława Pstrokońskiego, biskupa chełmińskiego. Zbudowany na miejscu poprzedniego, który w dokumentach z początku XIV w. określony już był jako stary. Obecny kościół, pierwotnie jednonawowy, w 1917 roku rozbudowany o nawy boczne, jest bazyliką z węższym i niższym prezbiterium, zamkniętym półkolistą absydą. Od zach. 5-kondygnacyjna wieża. Sklepienie kolebkowe z lunetami, na gurtach o późnorenesansowej dekoracji stiukowej typu kalisko-lubelskiego. Z prezbiterium do zakrystii prowadzi wejście przez barokowy marmurowy portal z herbem Poraj i epitafium zmarłych członków rodziny Pstrokońskich w zwieńczeniu. W kaplicy Matki Bożej barokowy marmurowy portal, z tablicą erekcyjną kościoła z 1642 roku. Ołtarze barokowe. Na belce tęczowej krucyfiks barokowy z XVIII w. Krata kuta żelazna z przełomu XVII i XVIII w. Misa chrzcielna gotycka z XV w. W archiwum kościelnym księgi chrztów od 1826 roku i ślubów od 1830 roku.
- Cmentarz przykościelny otoczony murem o charakterze obronnym z wnękami od wewnątrz i otworami strzelniczymi o wykroju kluczowym.
- Dawna synagoga (obecnie magazyn).
- Pomnik marszałka Józefa Piłsudskiego, odsłonięty 15 sierpnia 1991 roku. Poprzedni pomnik, odsłonięty 19 marca 1928 roku, przetrwał okupację niemiecką, zniszczony po wojnie.
- Fragmenty ruin obronnego dworu Burzeńskich z okresu wczesnego renesansu. Była to konstrukcja kamienno-ceglana, położona na południe od wsi, w odległości ok. 700 m od kościoła, na lewym brzegu rzeki Warty.

Według rejestru zabytków Narodowego Instytutu Dziedzictwa na listę zabytków wpisany jest obiekt:
- Kościół parafialny pw. Świętego Krzyża, drewniany, 1642/1917, nr rej.: 805 z 28.12.1967

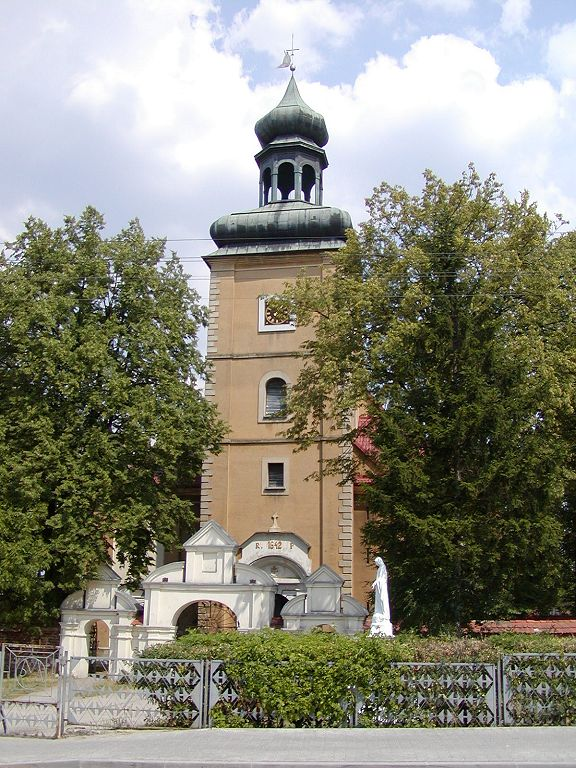
Kościół św. Wojciecha i św. Stanisława w Burzeninie
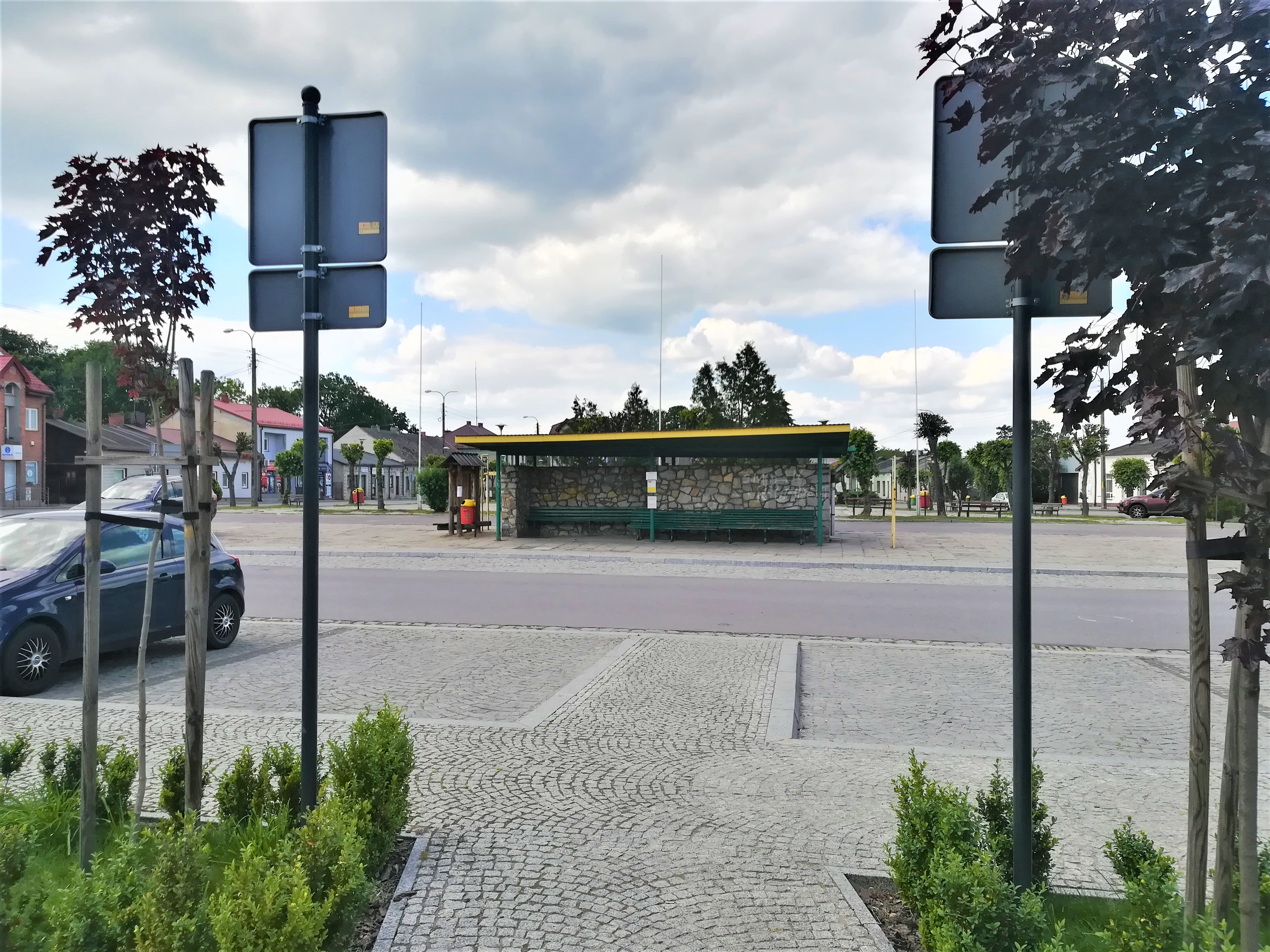
Fragment rynku (2020)
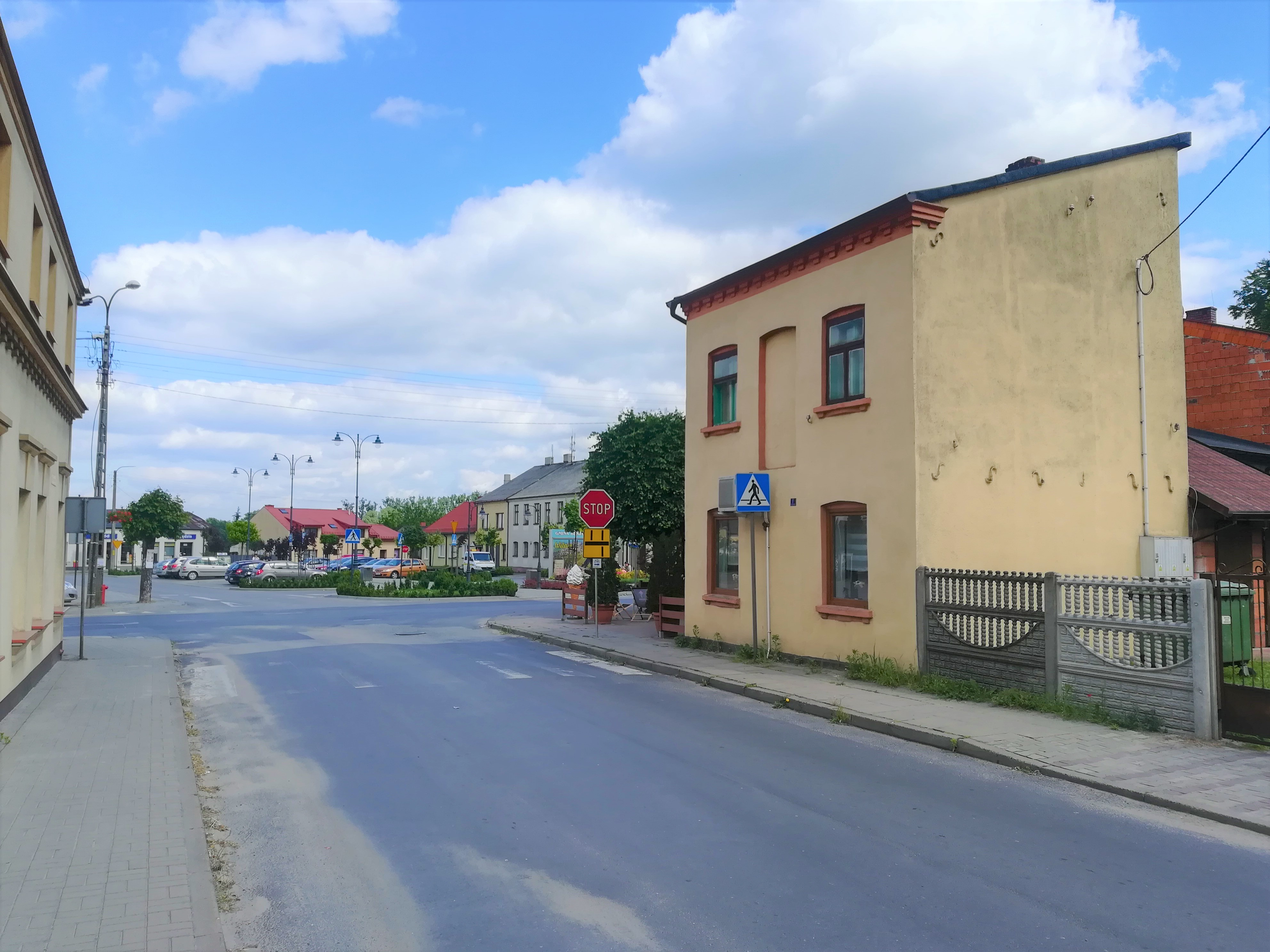
Fragment rynku – widok od ulicy Złoczewskiej (2020)

## Turystyka
- pieszy szlak turystyczny „Szlak walk nad Wartą w 1939 r.” prowadzący z Burzenina do miasta Warty.